# Rumonge
Rumonge – miasto w Burundi, w prowincji Bururi. Znajduje się na wschodnim wybrzeżu jeziora Tanganika. W 2008 liczyło 35 931 mieszkańców.